# Llista de capítols de Nana
|  | Aquest article tracta sobre els volums del manga. Vegeu-ne altres significats a «Llista d'episodis de Nana». |

Els capítols de Nana són escrits i il·lustrats per Ai Yazawa. Nana es va publicar per primer cop a la revista de manga japonesa Cookie l'any 2000, i es va continuar publicant fins al juny de 2009, moment en què la sèrie es va suspendre a causa de la malaltia de Yazawa. Yazawa va sortir de l'hospital a principis d'abril de 2010, tot i que no havia especificat si reprendria el manga. Yazawa va publicar un capítol de dues pàgines de "El racó de la Junko", una història secundària sobre una amiga d'un dels dos personatges principals, al número de març de 2013 de Cookie. Aquest és el primer manga que ha publicat des de la seva malaltia del 2009. Els capítols han estat recollits i publicats en 21 volums de tankōbon al Japó per Shueisha.
Al 30 Manga Barcelona (desembre de 2024), Planeta Cómic va anunciar que editaria el manga en català fins on hi ha escrit, en una edició de 7 volums. Finalment, es va començar a publicar el 2 d'abril de 2025.

## Volums
| Núm. | Data de publicació en català | ISBN català       |
| --- | ---------------------------- | ----------------- |
| 1 | 2 d'abril de 2025            | 978-84-1161-826-7 |
| La noia que porta el nom de la felicitat forja el seu destí amb la seva pròpia voluntat... Dues noies amb el mateix nom, Nana, protagonitzen cadascuna la seva emocionant història d'amor!                                                                                       |                              |                   |
| 2 | 11 de juny de 2025           | 978-84-1161-902-8 |
| La Nana Komatsu descobreix la relació secreta entre el Shoji i la Sachiko. Quan ell es refereix a la desconeguda com la seva «xicota», la Nana es sent traïda. Mentrestant, la Nana Osaki fa el seu primer concert a Tòquio amb la seva banda, els Blast, ara amb un nou membre. |                              |                   |